# Nikolaus von Adelung (Sekretär)

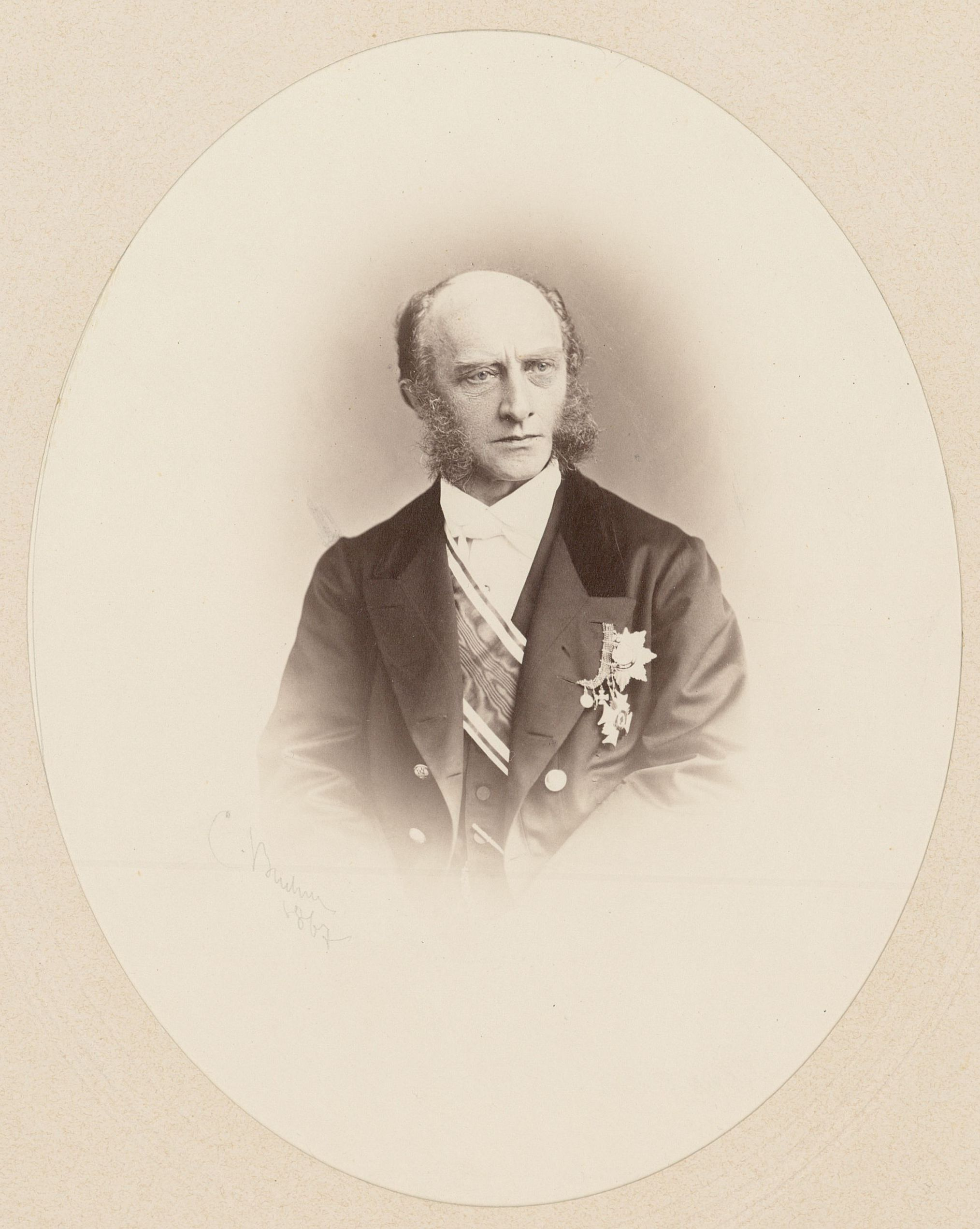
Nikolaus von Adelung, Porträt von Carl Buchner

Nikolaus Michael von Adelung, auch Nikolai Fjodorowitsch Adelung (russisch Николай Фёдорович Аделунг; * 11. Oktoberjul. / 23. Oktober 1809greg. in St. Petersburg; † 15. Novemberjul. / 27. November 1878greg. in Stuttgart), war ein russisch-württembergischer Geheimrat und Sekretär von Olga von Württemberg. 

## Leben

### Herkunft und Familie
Nikolaus gehörte der zweiten Generation der von seinem Vater Friedrich von Adelung (1768–1843) gestifteten russischen Adelsfamilie Adelung an. Seine Mutter war die Generalstochter Friederike Wilhelmine Rall (1778–1848).
Er vermählte sich zunächst 1845 mit Helene Maria Johanna von Kursell (* 1802) und nach ihrem Tod 1849 mit Alexandrine von Schubert (1824–1901). Aus zweiter Ehe sind je drei Töchter und Söhne hervorgegangen:
- Sophie (1850–1927), deutsche Schriftstellerin und Malerin
- Elisabeth (1851–1851)
- Friedrich (1855–1918), Beamter an der russischen Staatsbank
- Nikolaus (1857–1917), russischer Insektenkundler
- Alexander (1860–1915), Dr. phil.[2]
- Olga (1864–1952), Schriftstellerin

### Werdegang
Adelung war im Jahr 1845 jüngerer Beamter der Marinefeldkanzlei in St. Petersburg und soll bereits auch in Russland Geheimrat gewesen sein. Spätestens seit 1848 war er Sekretär der russischen Großfürstin Olga Nikolajewna Romanowa. Er begleitete diese nach Württemberg und blieb wenigstens bis 1861 in dieser Funktion an ihrer Seite. In Stuttgart führte er die Bezeichnung Staatsrat bzw. Geheimrat. Darüber hinaus war er seit 1849 korrespondierendes Mitglied der Gesellschaft für Geschichte und Altertumskunde der Ostseeprovinzen Russlands.